# Prinia melanops
Prinia melanops — вид горобцеподібних птахів родини тамікових (Cisticolidae). Мешкає в регіоні Африканських Великих озер. Раніше вважалася конспецифічною із зебровою принією (Prinia bairdii).

## Підвиди
Виділяють два підвиди:
- P. m. obscura (Neumann, 1908) — схід ДР Конго, західна Уганда, Руанда і Бурунді;
- P. m. melanops (Reichenow & Neumann, 1895) — східна Уганда і західна Кенія.